# Кривське (Боровський район)
Кривське (рос. Кривское) — присілок в Боровському районі Калузької області Російської Федерації.
Населення становить 1689 осіб. Входить до складу муніципального утворення Муніципальне утворення присілок Кривське.

## Історія
До 1944 року населений пункт належав до Московської області. Від 1944 року в складі Калузької області.
Від 2004 року входить до складу муніципального утворення Муніципальне утворення присілок Кривське.

## Населення
| 2002 | 2010  |
| ---- | ----- |
| 1624 | ↗1689 |

## Люди
У присілку народився Терьохін Роман Павлович (1917—1989) — російський радянський фаготист і педагог.